# Tropisch regenwoud

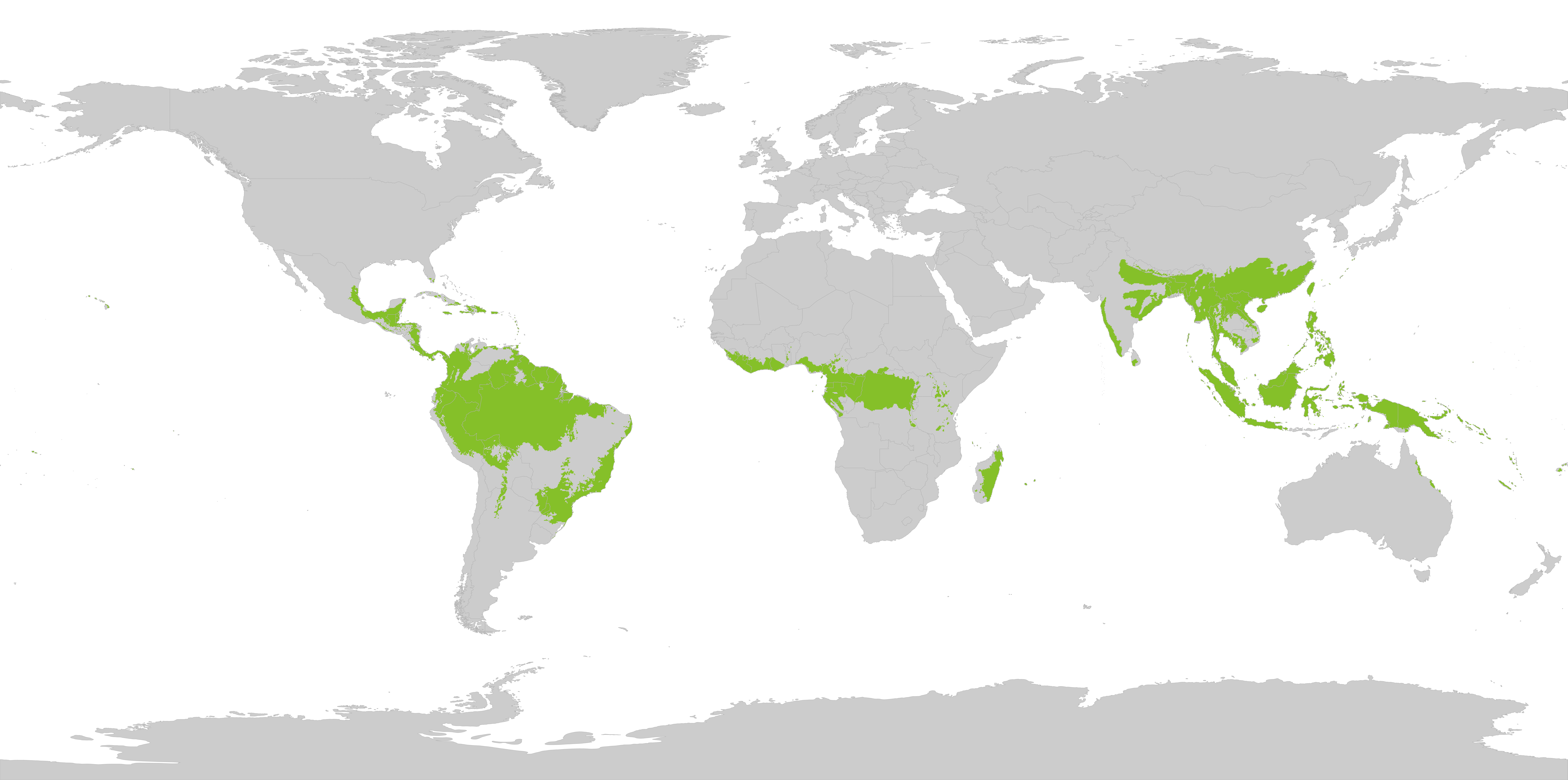
Tropische regenwouden verspreid over de wereld.

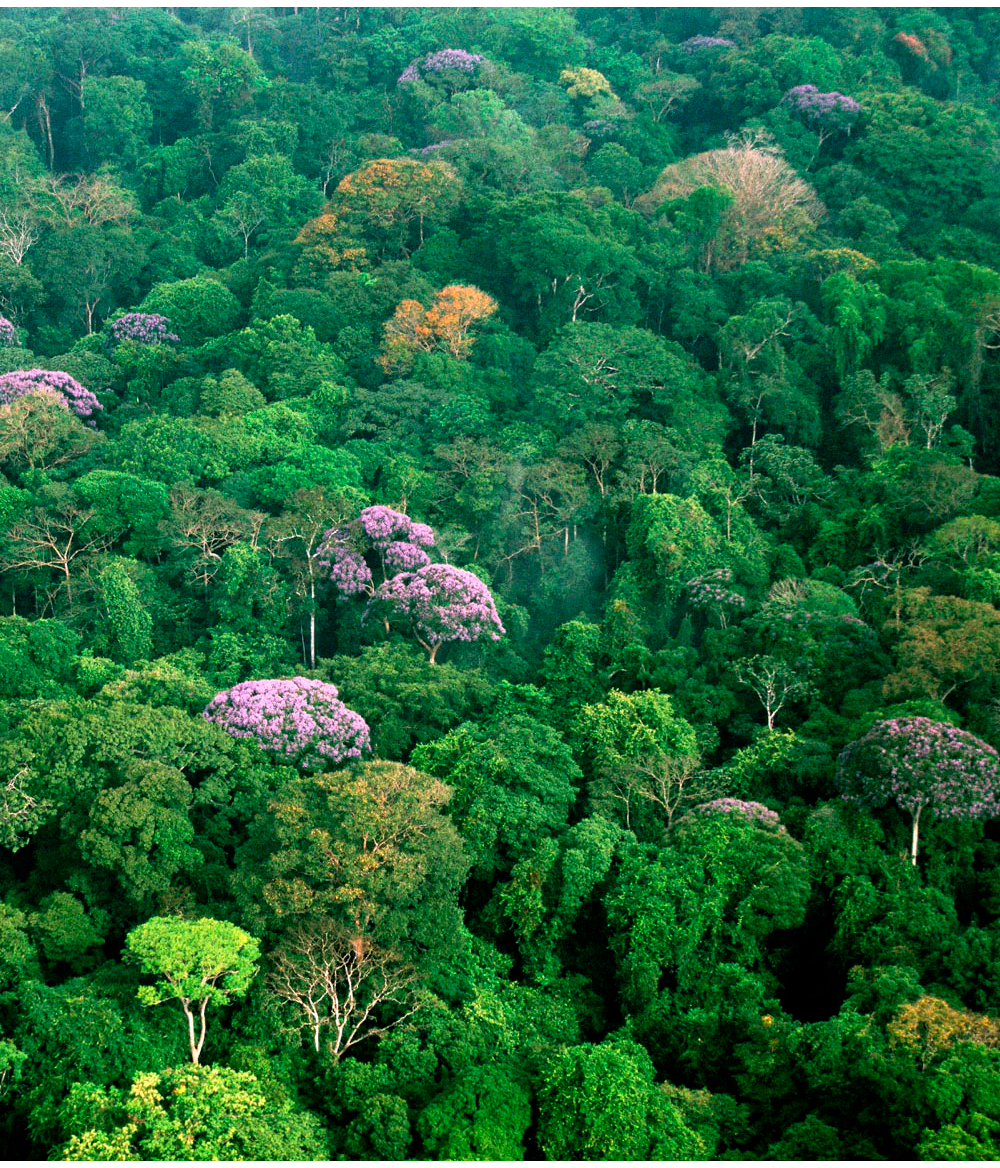
Tropisch regenwoud op Barro Colorado-eiland, Panama

Een tropisch regenwoud is een woud dat gelegen is in de tropen, waar het relatief warm en vochtig is, er leven vele plant- en diersoorten. Het tropisch regenwoud wordt bedreigd door houtkap en andere menselijke activiteiten. Het regenwoud is het soortenrijkste ecosysteem ter wereld, en ook het oudste. Sommige Aziatische wouden zijn meer dan 100 miljoen jaar oud, en stammen daarmee uit de tijd van de dinosauriërs.

## Geografie
Tropische regenwouden liggen in de tropen, op plaatsen waar de regenval zeer groot is. De tropen liggen tussen de Kreeftskeerkring en Steenbokskeerkring; de regenwouden situeren zich dus rond de evenaar. Ongeveer 7% van het totale aardoppervlak is bedekt met regenwoud.
Er is in Caribisch Nederland ook tropisch regenwoud te vinden, namelijk enkele honderden hectare woud op de eilanden Saba en Sint Eustatius.

### Zuid-Amerika
Het grootste regenwoud op aarde ligt in het Amazonebekken in Zuid-Amerika. Het Amazoneregenwoud, verspreid over tien verschillende landen, bestrijkt een oppervlakte half zo groot als Europa (meer dan 5 miljoen km²). Het grootste deel daarvan ligt in Brazilië (60%), maar ook in Colombia en Peru liggen uitgestrekte gebieden die begroeid zijn met tropisch regenwoud.
Twee belangrijke steden in het gebied zijn Belém en Manaus.

### Zuidoost-Azië
In Laos, de Filipijnen, Maleisië, Indonesië, Vietnam, Thailand en Myanmar liggen grote tropische regenwouden. Hier zijn houtkap en oliepalmplantages de grootste bedreigingen. Om deze projecten te realiseren worden grote delen van het woud kaalgekapt en platgebrand. De consumptie van palmolie (gebruikt in uiteenlopende producten, van margarine en pindakaas tot zeep en kaarsen) neemt sneller toe dan van welke andere eetbare olie ook, en daarmee versnelt ook de mate van ontbossing in Zuidoost-Azië. Daarnaast tast houtkap grote delen van het regenwoud ernstig aan.

### West-Afrika
Het grootste tropische regenwoud van Afrika ligt in het stroomgebied van de Kongo. Dit is het op een na grootste regenwoud ter wereld. In het noorden gaat het woud geleidelijk over in de Saharawoestijn, die langzaam aan terrein wint.

## Klimaat en bodemgesteldheid

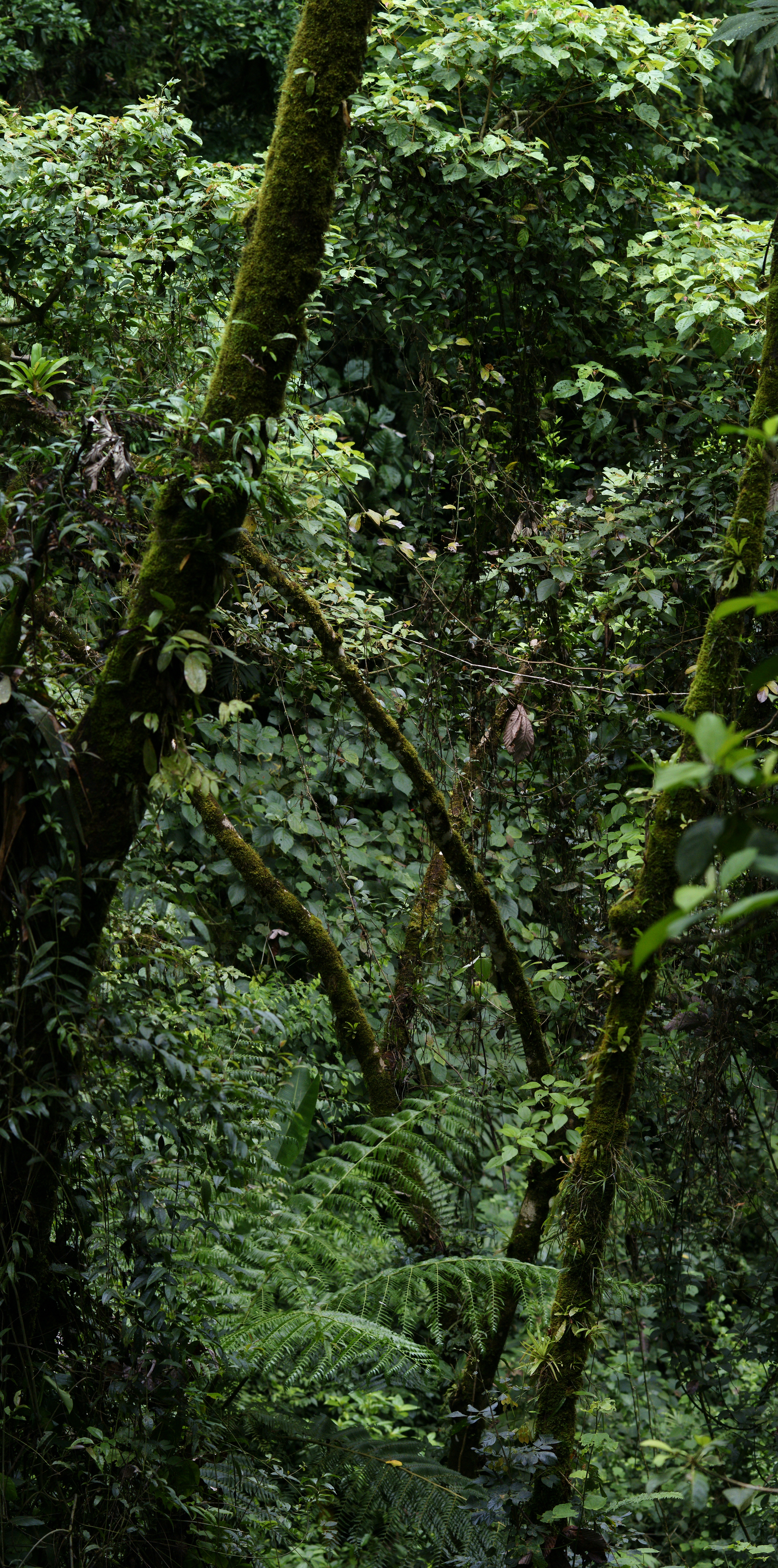
Regenwoud in Costa Rica

Het tropische regenwoud beïnvloedt in grote mate het klimaat, óók in gematigde streken. Zonder de aanwezigheid van regenwouden zou het op aarde veel droger zijn.

### Temperatuur
De temperatuur zakt in een tropisch regenwoud nooit onder de 16 °C, en het is er gemiddeld 28-30 °C overdag, het hele jaar door. De dichte begroeiing en de bijna constante bewolking zorgen ervoor dat de temperatuur niet zoveel extremen kent als bijvoorbeeld de woestijn. De bomen en wolken houden overdag de felle zon tegen en 's nachts zorgen ze ervoor dat de warmte van de dag niet ontsnapt.

### Neerslag
De jaarlijkse regenval in een tropisch regenwoud bedraagt meer dan 160 cm per jaar, waarbij er geen maandenlange perioden zonder regen mogen optreden. Indien dit laatste wel het geval is, maakt het regenwoud plaats voor een moessonwoud, met bomen die in de droge tijd hun bladeren verliezen. Bijna elke dag regent het hevig in het woud. De grote hoeveelheden regenwater verdampen snel door het warme klimaat, en regenen vervolgens weer neer op het regenwoud. Soms herhaalt deze kringloop zich wel 5 tot 7 keer per dag. Daarnaast zorgt het woud zelf ook voor regen. In het Amazonegebied bijvoorbeeld wordt de helft van de regen die valt, geproduceerd door bomen in het regenwoud. Een totale neerslag van meer dan 2000 mm per jaar is niet ongewoon. In Colombia en op Nieuw-Guinea valt zelfs meer dan tien meter neerslag per jaar. De regenwouden in deze gebieden zijn daarmee de natste ter wereld.

### Bodem
De meeste tropische bodems zijn voor korte tijd erg vruchtbaar. De bodem is echter snel uitgeput. Dit is typisch voor de meeste tropische bodems: ze zijn kwetsbaar, erosiegevoelig en hebben een beperkte draagkracht. In tegenstelling tot bossen in gematigde gebieden, is, in het regenwoud, de vruchtbare laag erg dun. Dit komt doordat de insecten, bacteriën en schimmels al het organische afval zeer snel omzetten in voedingsstoffen die direct weer door de bomen en planten worden opgenomen. In tegenstelling tot gematigde streken met een duidelijke afwisseling van koude en warme seizoenen, is er, door het ontbreken van een koud seizoen, geen stop op de opname van voedingsstoffen. Er wordt, in de grond, dus geen voorraad opgebouwd, die leidt tot een dikke vruchtbare bodem. Bepaalde schimmels, de mycorrhiza-soorten, zijn de belangrijkste recyclers in het regenwoud. Ze creëren meststoffen uit de dode vegetatieresten, geven dit direct door aan de bomen, en distribueren het zelfs, door een ondergronds netwerk te vormen. Door deze efficiënte recycling in het regenwoud, bevinden de meeste voedingsstoffen zich niet in de grond, maar in de vegetatie en in de strooisellaag. Als de begroeiing wordt gekapt spoelt de dunne humuslaag snel weg en blijven er een onvruchtbare gedegradeerde bodems over. Akkers die op tropische bosbodems worden aangelegd zijn zonder een goed (nutriënten)management na een paar jaar uitgeput, waardoor men elders opnieuw regenwoud moet kappen om plaats te maken voor akkers. Het tropische regenwoud en de daaronder voorkomende bosbodems kunnen slechts zeer langzaam regenereren, zodat eigenlijk alleen traditionele extensieve zwerflandbouw (shifting cultivation) zonder zeer geavanceerde landbouwtechnieken duurzaam is. Hoe lastig deze gronden te bewerken zijn blijkt uit het feit dat zelfs moderne plantages van b.v. eucalyptus (houtsoort) of oliepalm het op langere termijn niet redden. Dit gegeven maakt de gevolgen van ontbossing nog catastrofaler.

## Indeling regenwouden

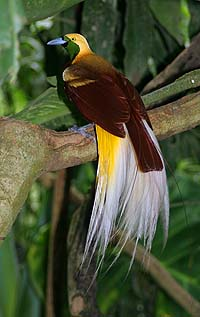
Kleine paradijsvogel.

Het tropisch regenwoud verschilt per continent. Welk soort regenwoud er op een bepaalde plek groeit, hangt af van de hoogte en de hoeveelheid neerslag. Het tropische regenwoud wordt onderverdeeld in drie verschillende klassen, die hieronder apart worden beschreven.
Een woud dat eigenlijk geen deel uitmaakt van de tropische regenwouden is het mangrovebos. De wortels van de bomen staan in brak of zout water, en hierdoor zijn ze veel minder afhankelijk van neerslag. Mangrovebossen zijn daarom ook in drogere gebieden te vinden, mits het gebied aan de kust ligt.

### Tropisch laaglandregenwoud
- Hoogte: 0–1200 m
- Gemiddelde temperatuur: 25-30 °C
- Gemiddelde neerslag: 2000–4000 mm

In het laaglandregenwoud groeien de hoogste tropische bomen; tot wel bijna 90 meter hoog in sommige regenwouden. Tropisch laaglandregenwoud wordt beschouwd als het 'echte' regenwoud. De ondergroei is niet erg dicht door gebrek aan zonlicht. De bodem is meestal onvruchtbaar. Men vindt er veel verschillende plant- en diersoorten. Laaglandregenwoud is het meest bedreigde regenwoud, door houtkap en landbouw. De meest kenmerkende diersoorten die in dit woud voorkomen:
- In Afrika: Bosolifant, Okapi, Duikers, Mandril, Laaglandgorilla, Chimpansee, Afrikaanse goudkat, Neushoornvogel, Grijze roodstaartpapegaai.
- In Azië: Aziatische olifant, Maleise tapir, Tijger, Sumatraanse neushoorn, Schubdier, Spookdiertje, Gibbon, Orang-oetan, Kaketoe.
- In Amerika: Laaglandtapir, Jaguar, Anaconda, Brulaap, Slingeraap, Agoeti's, Luiaards, Gifkikker, Helmbasilisk, Toekans, Ara.

### Tropisch bergregenwoud
- Hoogte: 1200–2500 m
- Gemiddelde temperatuur: 15-25 °C
- Gemiddelde neerslag: 2000–4000 mm

Hier groeien minder hoge bomen dan in het laaglandregenwoud; ze worden gemiddeld 30 tot 40 meter hoog. De ondergroei is wel veel dichter. De plantensoorten zijn vaak endemisch en groeien op een vrij onvruchtbare en rotsachtige bodem. Kenmerkende dieren zijn:
- In Afrika: berggorilla, driehoornkameleon, lemuren (op Madagaskar)
- In Azië: honingbeer, nevelpanter
- In Amerika: brilbeer, bergtapir, groene bergtoekan, longloze salamanders.

### Tropisch nevelwoud
- Hoogte: 2500–4000 m

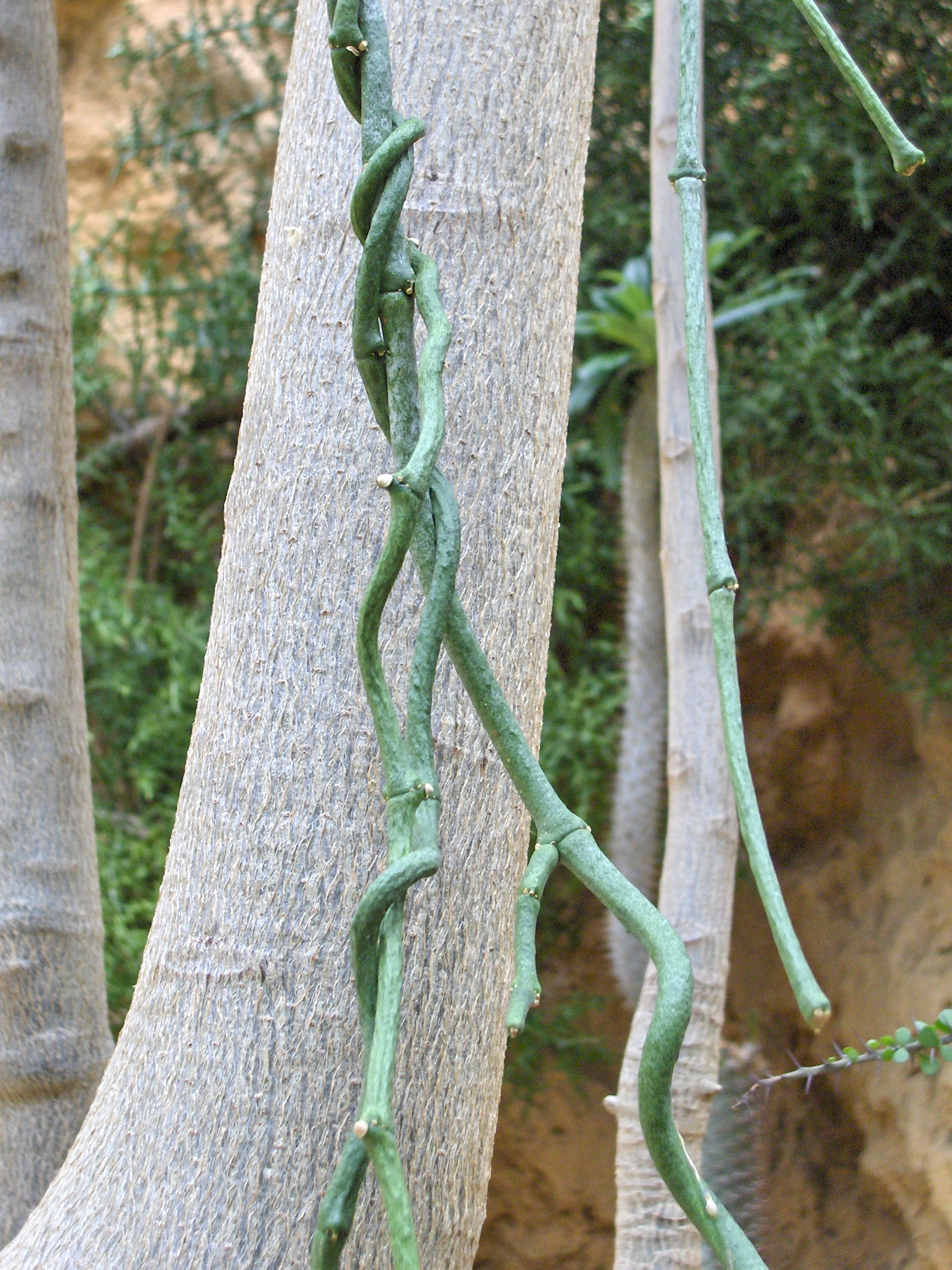
Lianen zijn houtige klimplanten die bomen als steun nodig hebben

- Gemiddelde temperatuur: 0-15 °C
- Gemiddelde neerslag: 1500–3000 mm

De bomen in het nevelwoud worden slechts 2 tot 10 meter hoog. De ondergroei is hier zeer dicht en ondoordringbaar, en bestaat voor een groot deel uit mossen en varens. De bodem is hier anders dan in lager gelegen wouden- meestal vruchtbaar. Dieren die in het nevelwoud gevonden worden zijn onder andere:
- In Afrika: berggorilla, levendbarende kameleon.
- In Azië: nevelpanter, honingbeer, paradijsvogels.
- In Amerika: berganolis, quetzal, klompvoetkikker.

## Flora en fauna
Wetenschappers schatten dat meer dan 50% van het totaal aantal bekende soorten plant- en diersoorten in de tropische regenwouden leven. Daarmee zijn ze de rijkste natuurgebieden op aarde. En lang niet alle dieren en planten uit de tropische regenwouden zijn al ontdekt of ingedeeld. Sommige (nog niet ontdekte) soorten bevatten misschien stoffen die de ontwikkeling van medicijnen tegen ziekten (bijvoorbeeld aids, kanker) kunnen versnellen. Een aantal van deze soorten staan op de rand van uitsterven, omdat hun habitat bedreigd wordt door houtkap. Ook andere menselijke factoren spelen een rol, zoals vervuiling en de introductie van vreemde soorten. Zo hebben door de mens meegevoerde dieren als katten, honden, ratten, geiten en varkens al een aantal reptielen doen uitsterven, omdat ze de eieren opgraven of een voedselconcurrent zijn.
Het negatieve effect van het verdwijnen van soorten wordt versterkt doordat veel plant- en diersoorten en micro-organismen van elkaar afhankelijk zijn, via complexe relaties. Voorbeelden zijn de larven van sommige zweefvliegen en de larven van de mierenzakkevers, die in nesten van mieren en wespen leven. De alarmkreet van vogels of apen maakt niet alleen soortgenoten alert maar ook andere dieren. Bomen in tropische regenwouden zijn afhankelijk van verschillende soorten schimmels, doordat de schimmels, voedingsstoffen direct de boom in recyclen, waarbij beide soorten profiteren. Bomen zijn ook afhankelijk van vele diersoorten, die voor verspreiding van zaden zorgen. De boom Bertholletia excelsa, waarvan de paranoot afkomstig is, is alleen in ongerept regenwoud te vinden, omdat daar een bepaalde plantensoort leeft, die bijen aantrekt, die op hun beurt weer de bloemen van de Bertholletia excelsa bestuiven. Vanwege deze delicate balansen is het vaak ook erg moeilijk om bomen succesvol in het regenwoud terug te planten, omdat deze regenwoudbomen afhankelijk zijn van andere soorten, en van verscheidene factoren in het regenwoud, zoals luchtvochtigheid, licht, ondergroei, en grondsamenstelling, die ernstig worden verstoord als er bijvoorbeeld houtkap in het gebied plaatsvindt.
Ook de doerian is voor zijn voortbestaan afhankelijk van een dier, namelijk een bepaalde soort vleermuis. Deze leeft van het stuifmeel van de bloeiende boom en zorgt ervoor dat er bestuiving plaatsvindt. Maar de doerian-boom bloeit niet het gehele jaar, en de vleermuis is genoodzaakt om een jaarlijkse ronde langs 6 verschillende doerian-soorten te maken. Als een van deze soorten uitsterft, verdwijnen ook de vleermuis én de resterende 5 soorten bomen.
Endemisme in het regenwoud is ook erg hoog. Dit betekent dat een soort op een specifieke plek in het regenwoud voorkomt, en elders in het regenwoud niet. Dit kan bijvoorbeeld veroorzaakt worden door de vele rivieren die door tropische regenwouden lopen.

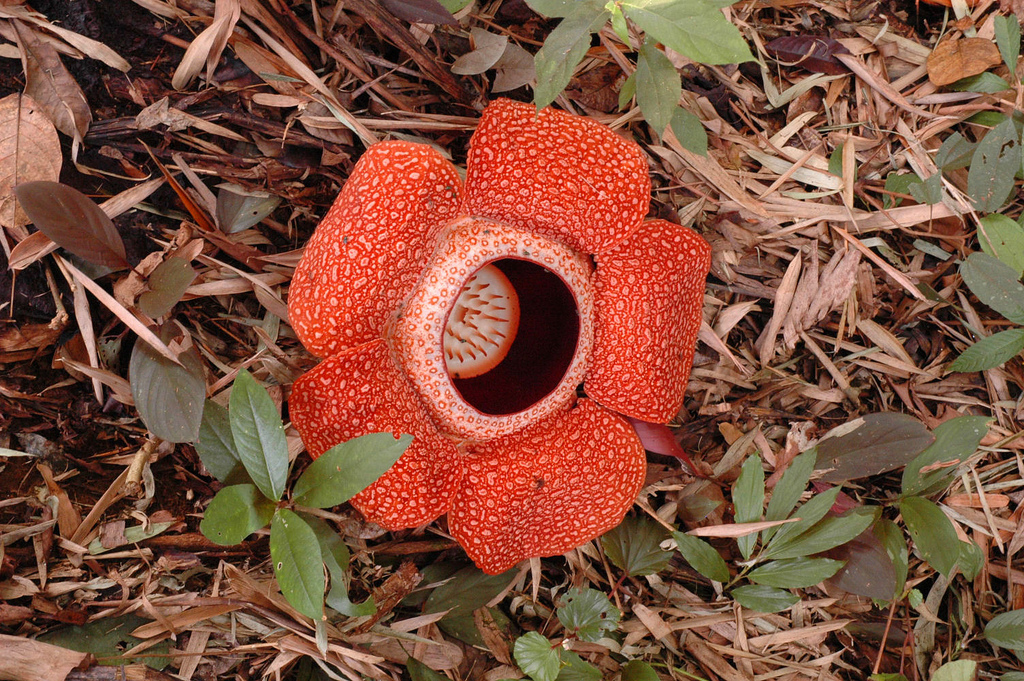
Rafflesia

Een groot aantal plant- en diersoorten in het regenwoud is uniek: zoals de basilisken, hagedissen die op de achterpoten over water kunnen rennen, zwevende slangen en vliegende draakjes met vleugel-achtige huidflappen.
De oorzaak van dit soort zeer verfijnde specialisaties is het feit dat het in een regenwoud altijd vrij constant warm en vochtig is, winterperiodes ontbreken. De ijstijden hadden een groot negatief effect op de soortenrijkheid vanwege de gepaard gaande vermindering van de regenval, maar het ijs bereikte de tropische regenwouden niet. Zo kon het gebied zich blijven ontwikkelen tot het meest complexe ecosysteem ter wereld. In meer gematigde gebieden als Nederland trad tijdens een ijstijd een toestand van permafrost op waarbij de ontwikkeling van veel dieren vrijwel stilstond en veel soorten verdwenen. In tropische gebieden hebben de dieren en planten zich lange tijd het hele jaar door kunnen ontwikkelen. Een voorbeeld is de versnelde ontwikkeling van bepaalde amfibieën, die geen oppervlaktewater nodig hebben voor de voortplanting, de larven ontwikkelen zich volledig in het ei en komen als klein kikkertje of salamandertje ter wereld. Een uitzondering zijn de hoger gelegen en koelere berggebieden, die wel tropisch zijn maar niet altijd warm.
Dit is ook terug te zien in de afmetingen van een aantal tropische soorten, bekend zijn de grotere dieren als de vogelspinnen, die soms een spanwijdte van meer dan 20 centimeter kunnen bereiken, en ondanks de naam geen vogels eten. Andere voorbeelden zijn de reusachtige slangensoort de anaconda, kikkers als de goliathkikker en de reuzenfluitkikker, grote keversoorten als de goliathkever en tropische duizend- en miljoenpoten, die tientallen centimeters kunnen bereiken. De bladeren van de grootste waterlelie ter wereld zijn groot en sterk genoeg om een kind te dragen. Ook de grootste bloem ter wereld, de Rafflesia, groeit in het regenwoud. Deze heeft een doorsnede van één meter en stinkt naar rottend vlees, hier komen aasvliegen op af die voor de bestuiving zorgen.
De mogelijkheid tot een betere aanpassing heeft er ook voor gezorgd dat steeds kleiner wordende dieren zich goed konden aanpassen, waardoor ook veel van de kleinste dieren ter wereld in het tropisch regenwoud leven of eruit zijn ontstaan. Voorbeelden zijn de enkele centimeters lange kogelvingergekko's, de kleinste reptielen ter wereld. Ook de kleinste vogels (kolibries, Amerika) en de kleinste vissen (Paedocypris progenetica, Indonesië) komen uit het regenwoud.
In tropische regenwouden leven onder andere papegaaien, en ook sommige bekende huisdieren komen oorspronkelijk uit het regenwoud, zoals de chinchilla en de degoe. Huiskamerplanten komen ook vaak uit tropische gebieden, voorbeelden zijn soorten van Ficus, Begonia, Bromelia en Orchideeën.
Diersoorten leven meestal in één soort of deel van het woud. Het regenwoud bestaat namelijk uit grofweg 3 "etages":
- De hoogste is die van de bladkronen van de hoge bomen, die doorgaans 30 tot 70 meter hoog zijn. Dit is de droogste, warmste en lichtste plek in een regenwoud. De hoge bomen worden begroeid door epifyten (bijvoorbeeld bromelia's, klimcactussen en orchideeën) en lianen. In de boomkruinen leven vele dieren: apen, leguanen, boomslangen en vele vogel- en insectensoorten. Vanwege de felle zon staan de bladeren in dit gedeelte zo gedraaid dat het zonlicht er nooit direct op valt.
- De middelste is die van de lage bomen en struiken, die enkele meters hoog zijn. Veel kleine bomen moeten wel een eeuw of langer op deze etage "wachten" totdat een van de grote bomen sterft, zodat er een gat in de bovenste bladerkroon ontstaat. Hierdoor komt er in de middelste etage veel meer licht. Enkele kleine bomen maken dan gedurende enkele decennia een snelle groeistuip door, totdat een van hen de hoogste etage bereikt en het gat afsluit. Ook hier groeien lianen en bromelia's. Ook leven er boomkikkers, eekhoorns, apen en vogels.
- De bosvloer, waar door de vochtigheid en de afscherming van het licht door de boomkruinen de temperatuur in de loop van een dag hoogstens schommelingen van een paar graden vertoont. Ook is hier van de wind weinig te merken. Doordat 95 tot 98% van het licht door de twee hogere etages wordt opgevangen, is het er tamelijk duister, waardoor de plantengroei op de bodem beperkt is. Echt "ondoordringbaar" is het regenwoud voornamelijk aan de randen, waar veel licht de bodem bereikt, zodat de bodem daar wel dicht begroeid is.

Al deze dieren voeren een constante overlevingsstrijd, waarbij velen de beschikking hebben over een unieke aanpassing. De toekan kraakt harde vruchten en noten met zijn opvallende snavel. Wandelende takken en veel vlinders zijn goed gecamoufleerd om zich te beschermen tegen hongerige vogels. Rupsen zijn soms vermomd als vogelpoepjes of plantendelen als bladeren en takjes. kikkers lijken vaak op een pluk mos of op een blad, sommige soorten zijn erg goed aangepast en hebben een stengelachtige snuitpunt en nerfachtige huidplooien, een voorbeeld is Darwins bekbroeder. Andere dieren vallen juist weer wel op, zoals de pijlgifkikker en de harlekijnkoraalslang. Door hun felle kleuren laten ze zien dat ze giftig zijn, en andere dieren imiteren deze kleuren zodat vijanden worden gefopt. De onechte koraalslang bijvoorbeeld líjkt op de zeer giftige harlekijnkoraalslang, maar is zelf niet giftig. Dit heet mimicry; lijken op een giftig, gevaarlijk of onsmakelijk dier wat zeer effectief is bij een confrontatie met roofdieren. Dan is er nog de hoatzin, de naar mest stinkende vogel die zo smerig ruikt dat niemand hem opeet.

Zodra het oog zich heeft aangepast en van dichtbij kan herkennen wat het ziet, en de geest de indruk te worden verpletterd heeft weten te verwerken, wordt er een gecompliceerd systeem zichtbaar. Er zijn verschillende etages te onderscheiden, lagen waarvan de grenzen vaag zijn in de opeengeplakte kluwens van bomen en planten, maar die alle dezelfde opbouw vertonen: eerst de kruidlaag, die niet hoger wordt dan manshoog; daarboven de bleke stammen van de bomen, en de lianen die even kunnen beschikken over een ruimte waar verder niets groeit; wat hoger worden die stammen aan het oog onttrokken door de struiklaag of de scharlakenrode bloemen van de wilde bananenbomen, de pacova. Even duiken de stammen op uit die wirwar om dan opnieuw te verdwijnen, nu in het groen van de palmen. Op een nog hogergelegen punt komen ze dan weer tevoorschijn, en daar vertakken ze zich weer in horizontale richting. De op die plaats ontstane takken hebben geen bladeren maar gaan bijna helemaal schuil onder de epifyten - Orchideeën en Bromeliaceae - zoals schepen bijna onzichtbaar zijn achter hun tuigage. En dan, bijna buiten het bereik van de blik, wordt deze wereld overkoepeld door het bladerdak, soms groene, soms bladloze weidse gewelven die, in het laatste geval, bezaaid zijn met witte, gele, oranjekleurige, paarse en lila bloemen, voor de beschouwer uit Europa een feest voor het oog. Hier vindt hij de frisheid terug van de lentes zoals hij die kent, maar op zo uitbundige schaal dat het majesteitelijk aangloeien van herfstkleuren het enige vergelijkingsmateriaal is dat hem invalt.
— Claude Levi-Strauss in Het trieste der tropen (blz 384-5)

## Bewoners
Vele miljoenen mensen zijn afhankelijk van het tropische regenwoud, ze leven en jagen er. Maar ook velen van hen worden met uitsterven bedreigd.

### Oorspronkelijke bewoners
Er zijn duizenden volkeren die in het woud leven. In Brazilië alleen al wonen 200.000 indianen. Honderd jaar geleden waren ze nog met een miljoen: 87 stammen stierven sindsdien uit. In Laos is een groot gedeelte van de bevolking tot de bosvolkeren te rekenen. Bekende inheemse volkeren die in het regenwoud leven zijn;
- In Brazilië: Xingu, Yanomani, Kayapo, Nambikwara, Caduveo, Borôro
- In Colombia : Embera's, Waunana's, Siona's, Ticuna's.
- In het Kongogebied: Batwaks en andere pygmeeën
- In Indonesië: Dajaks, Penan, Papoea's, Badui
- In Peru: Asháninka
- In Suriname: Trio's, Arawakken

Inheemse volkeren hebben een grote kennis van het regenwoud waarin zij leven. Deze informatie wordt van generatie op generatie overgeleverd en is onontbeerlijk voor het overleven van de familie of stam.

### Nieuwe bewoners
Tegenwoordig trekken steeds meer nieuwe bewoners de regenwouden binnen. Er worden steeds meer wegen aangelegd en er vindt in toenemende mate houtkap, landbouw, mijnbouw en oliewinning plaats. Het tropische regenwoud is namelijk rijk aan grondstoffen: hardhout, aluminiumerts, kopererts, goud, bauxiet, rubber en olie. Ook arme boeren maken gebruik van het woud door een stuk te kappen voor de akkerbouw, maar de grond die zij hiermee winnen is binnen een paar jaar uitgeput.
De inheemse bevolking bezit op papier geen stuk grond, en dus kunnen zij door de nieuwe bewoners worden verjaagd. Dit vormt een serieuze bedreiging voor de volkeren en hun culturen. In enkele landen heeft de inheemse bevolking overigens wel rechten, zoals in Colombia.

## Gebruik en invloeden
Zoals hierboven beschreven is het tropische regenwoud van groot economisch belang. Er worden vele grondstoffen aan onttrokken, die vervolgens verwerkt worden in producten die ook wij gebruiken. Hardhout is zeer in trek omdat het stevig is en niet rot. Aluminium (een metaal dat veel gevonden wordt in gebieden waar regenwouden groeien) wordt in bijna alles verwerkt, van bestek tot vliegtuigen. Maar ook voedsel en (stoffen voor) medicijnen haalt men uit het regenwoud.
Maar de invloed van het tropische regenwoud gaat veel verder. Het is van groot belang voor de klimaatregeling. Veel regenval wordt geproduceerd door regenwouden. Daarnaast is 20% van de totale uitstoot van broeikasgassen afkomstig van ontbossing en degradatie in tropische regenwouden. De koolstof die in deze wouden zijn opgeslagen, komt hierdoor vrij. Sommige regenwouden, zoals de veenbossen in Indonesië slaan de koolstof uit de lucht in de grond op, waardoor broeikasgassen in de grond worden opgeslagen. In het regenwoud vindt men verder zogenaamde "Genetische oer-formules". Gekweekte planten zoals aardappels kunnen slecht tegen bepaalde ziekten bestand blijken. Ze worden dan gekruist met een wilde variant die wél tegen de ziekte bestand is. In het tropische regenwoud groeien zo vele "originele versies" van planten die belangrijk zijn voor de mensheid.
Ook zijn regenwouden belangrijk voor farmaceutische medicijnen. 25% van de hedendaagse medicijnen komen uit het tropisch regenwoud. Van een deel hiervan kunnen de effectieve moleculen niet nagemaakt worden. 70% van de plantensoorten die potentiële anti-kanker eigenschappen bevatten, groeien uitsluitend in regenwouden. Houtkap en uitbreiding van landbouwgrond in regenwouden kan deze plantensoorten - en in mindere mate diersoorten - in gevaar brengen. Zo was een plant met aids remmende eigenschappen net ontdekt voordat deze al bijna verdwenen was uit het regenwoud van Maleisië.

## Bedreigingen
Meer dan de helft van alle regenwouden op aarde is sinds ongeveer 1950 verdwenen door toedoen van de mens. Behalve de houtkap hebben mijnbouw en andere menselijke activiteiten een zeer negatief effect op de wouden. Hierdoor sterven per dag vele plant- en diersoorten uit, en verdwijnen er vele hectares natuur. Een andere bedreiging voor het ecosysteem zijn dierenhandelaren, die exotische dieren uit het regenwoud vangen of doden en daardoor het evenwicht verstoren. Gekapt regenwoud groeit niet snel meer terug omdat de bodem onvruchtbaar is. Ook als het bos uiteindelijk wel teruggroeit, zal het nooit meer zo'n soortenrijkdom kennen als voorheen, zelfs al worden er inheemse bomen geplant, en inheemse soorten worden teruggebracht.
Het verdwijnen van het tropische woud is indirect ook een bedreiging voor de mensheid. De uitgestrekte bossen beïnvloeden het klimaat en vormen een bron van medicijnen.

### Behoud
Verschillende organisaties zoals het WNF en het IUCN zetten zich in voor het behoud van de regenwouden en de dieren die er leven. Ook de Nederlandse regering geeft geld uit aan de bescherming van deze oerbossen. Het is echter moeilijk om de aftakeling te stoppen, omdat economische belangen zo'n grote rol spelen. Regenwouden groeien grotendeels in derdewereldlanden, en de regering kan al het geld dat zij ontvangen door ontginning van het woud, goed gebruiken.
Het FSC-keurmerk is ingevoerd om de consument te helpen bij het maken van milieubewuste keuzes. FSC staat voor Forest Stewardship Council. Hierbij wordt er geprobeerd de uitwerking van houtkap te verminderen. Andere manieren waarop de consument de houtkap kan verminderen, is het gebruiken van hergebruikt papier.
Het behouden van de bossen kan geholpen worden door educatie en onderzoek. Zo kan men een beter beeld krijgen van de manier waarop het tropische regenwoud behouden moet worden, en hoe belangrijk deze natuur is.
Een nieuwe manier en potentieel zeer effectieve manier om oerwouden te beschermen is REDD (Reduced Emissions from Deforestation and Forest Degradation). Ontbossing zorgt voor 20% van broeikasgas emissies. Landen die de ontbossing en degradatie stoppen, worden hier dan voor beloond. Hierdoor kan het regenwoud levend meer waard worden dan gekapt. Eventueel zou er uiteindelijk een handel in REDD punten kunnen ontstaan, waardoor bedrijven hun uitstoot zouden kunnen compenseren. De laatste tijd is dit onderwerp steeds meer een discussiepunt van vele landen. Ook andere eigenschappen kunnen het woud een waarde geven, zoals het vasthouden en rondpompen van water, preventie van erosie, biodiversiteit en bestuiving door bijen uit het regenwoud. Daarnaast kunnen verscheidene producten(geen hout) uit het tropisch regenwoud worden gewonnen.
Ook wordt er soms gesproken over een boycot van tropisch hardhout of producten als palmolie en soja, die vaak uit gebieden komen waar vaak tropisch regenwoud voor wordt gekapt, om de ontbossing te stoppen. Noorwegen heeft in 2007 besloten om geen tropisch hardhout te gebruiken in zijn openbare gebouwen, zelfs geen FSC. De Verenigde Staten hebben de Lacey Act, een wet die beschermde soorten en natuur beschermt, uitgebreid op hout en houtproducten, wat inging vanaf 1 april 2009. Hierdoor moet de importeur bewijzen dat het hout dat is geïmporteerd legaal is. Als het geïmporteerde hout illegaal blijkt te zijn, dan kan de importeur zware straffen krijgen.